# Якоб I фон Хорн
Якоб I фон Хорн (на немски: Jakob I von Horn; * 1420; † 13 май 1488, Верт, Лимбург, Нидерландия) е господар и граф на Хорн в Нидерландия. През 1450 г. император Фридрих III го прави имперски граф. Той става свещеник и през 1470 г. постъпва в манастир Верт.

## Произход
Син на граф Вилем VII фон Хорн-Алтена († 1433) и съпругата му Жана де Монтигни († 1427), дъщеря на Жан III де Монтигни († 1398) и Елеоноре де Есквиенес († 1426).

## Фамилия
Якоб I фон Хорн се жени 1448 г. за графиня Йохана фон Мьорс-Сарверден († 13 май 1488), дъщеря на граф Фридрих IV фон Мьорс († 1448) и Енгелберта фон Клеве-Марк († 1458), дъщеря на Адолф III фон Марк. Те имат осем деца:
- Фридрих фон Хорн († 30 декември 1486), сеньор де Монтигни-ен-Остревант, женен на 4 декември 1467 г. за Филипоте де Мелун († сл. 1505)
- Якоб II фон Хорн († 8 октомври 1530), граф на Хорн, женен I. между 22 април и 4 юни 1470 г. за графиня Филипа фон Вюртемберг († 4 юни 1475), II. сл. 4 юни 1475 г. за Йохана ван Брюге († 8 декември 1502)
- Йохан IX фон Хорн († 19 декември 1505, Маастрихт), епископ на Лиеж (1483 – 1505)
- Вилхелм фон Хорн (* 1449; † 29 май 1453)
- Валпургис фон Хорн († 1476), омъжена ок. 1 октомври 1459 г. за граф Куно I фон Мандершайт-Шлайден (* 1444; † 24 юли 1489)
- Йохана фон Хорн († 1 януари/2 август 1479), пр. 1461 г. за граф Филип II фон Вирнебург († 23 януари 1522/9 май 1525)
- Маргарета фон Хорн († 15 декември 1518), омъжена I. 1475 г. за Филип фон Хорн (1421 – 1488), II. за Жан III де Монморанси де Невеле († 1510)
- Мария фон Хорн